# いつかの君へ
『いつかの君へ』（いつかのきみへ）は、2007年7月28日に公開の日本映画。
ボーイズラブをテーマにしている。

## キャスト
- 深水ノボル・リュウ（双子・一人二役）：斎藤工
- 早瀬耕平：河合龍之介
- 田所サユリ：加藤裕月
- 井出豊：坂本真
- マスター：徳井優
- 坂井田（メガネ田）：津田寛治
- 少年ノボル・リュウ：小笠原翼、小笠原隼
- 同級生達：豪起、岡優美子
- 並樹史朗
- 志村比芽子
- 崔哲浩
- 石塚良博
- 大槻修治

## スタッフ
- 監督：堀江慶
- 脚本：なるせゆうせい／堀江慶
- 製作：小松賢志／伊藤明博
- 撮影：今井裕二
- 照明：高村智
- 音楽：MOKU
- 衣装：兼子潤子
- エンディング曲：Jamgo Five 『唐津　youthful』
- 配給：トライネットエンタテインメント／ビデオプランニング
- 上映時間：67分